# The Dangers in My Heart
The Dangers in My Heart (僕の心のヤバイやつ, Boku no Kokoro no Yabai Yatsu) est une série de manga écrite et dessinée par Norio Sakurai. Le manga a fait sa première apparition dans le magazine de prépublication Weekly Shōnen Champion en mars 2018 avant d'être publié dans Champion Cross puis dans Manga Cross. Douze volumes tankōbon ont été publiés en 2025. En France, la série est éditée par Kana.
Une adaptation en série télévisée d'animation par le studio Shin-Ei Animation est diffusée au Japon entre avril et juin 2023. Une deuxième saison est diffusée entre janvier et mars 2024.

## Synopsis
Kyotaro Ichikawa est un collégien solitaire aimant s'imaginer le meurtre de ses populaires camarades de classe. Lisant souvent une encyclopédie du meurtre et sur l'anatomie humaine, il fit d'Anna Yamada, une mannequin dans sa classe, sa cible principale. Cependant, lorsqu'il observe qu'Anna est plutôt excentrique à sa manière et qu'elle devient de plus en plus amicale envers Kyotaro, il se rapproche progressivement d'elle.

## Personnages
Kyōtarō Ichikawa (市川 京太郎, Ichikawa Kyōtarō)
Voix japonaise : Shun Horie, voix française : Brieuc Lemaire
Un garçon de collège atteint de chūnibyō. Il aime passer du temps à lire des livres dans la bibliothèque, où lui et Anna se sont rencontrés pour la première fois. Au début, Kyōtarō aimait s'imaginer de tuer Anna et de faire de son cadavre le sien mais ses sentiments ont évolués en une affection romantique en passant plus de temps avec elle.
Il peut être assez perspicace dans les situations sociales mais ne parvient pas toujours à résoudre les problèmes en raison de son manque de communication et de manque d'estime. Durant le voyage scolaire à Kyoto dans sa dernière année, il avoue ses sentiment à Anna et devient son petit ami.
Anna Yamada (山田 杏奈, Yamada Anna)
Voix japonaise : Hina Yōmiya, voix française : Helena Coppejans
Une collégienne de grande taille, mannequin de magazine et actrice. Elle est très populaire auprès des garçons et des filles, mais elle a un côté maladroit. Anna grignote souvent dans la bibliothèque, au grand dam de Kyōtarō. Elle se montre également très jalouse, jusqu'à l'obsession, lorsque Kyōtarō interagit avec d'autres filles, et encore plus lorsqu'elle commence à sortir avec Kyōtarō.
Chihiro Kobayashi (小林 ちひろ, Kobayashi Chihiro)
Voix japonaise : Ayaka Asai, voix française : Sophie Pyronnet
Amie d'enfance d'Anna qui agit comme son tsukkomi. Elle est peu consisciente des relations aux personnes qui l'entourent, ne réalisant même pas qu'elle a été utilisée comme appât par Haruya pour se rapprocher d'Anna, jusqu'à ce que Moeko et Serina le lui fassent remarquer.
Moeko Sekine (関根 萌子, Sekine Moeko)
Voix japonaise : Megumi Han, voix française : Audrey Devos
Amie d'Anna au style de gyaru. Malgré l'impression de Kyōtarō qui la croit stupide, elle est en fait très douée pour les études, ayant obtenu une fois la cinquième place de toute sa classe. Moeko est également douée pour les relations sociales, souvent sauvant Anna et Kyōtarō de situations embarrassantes ; ses sarcasmes réguliers la font cependant souvent surnommer "la connasse" par celui-ci. Sa proximité avec Kyōtarō signifie aussi que Moeko est une cible de jalousie d'Anna.
Serina Yoshida (吉田 芹那, Yoshida Serina)
Voix japonaise : Atsumi Tanezaki
Amie discrète d'Anna au regard perçant. Elle s'intéresse à la danse, à la coiffure et est une grande fan de mangas délinquants tels que Crows et Worst. Elle a une opinion neutre sur Kyōtarō mais le considère également comme peu fiable. Elle a fréquenté la même école primaire que Rin.
Shō Adachi (足立 翔, Adachi Shō)
Voix japonaise : Nobuhiko Okamoto, voix française : Alexandre Crépet
Camarade de classe de Kyōtarō, qui exprime régulièrement ses pensées perverses avec ses amis. Il révèle à Kyōtarō qu'il est sérieusement amoureux d'Anna et que cette rivalité a culminé lors du festival sportif de leur troisième année. Malgré sa défaite face à Kyōtarō, Shō est resté son ami.
Kenta Kanzaki (神崎 健太, Kanzaki Kenta)
Voix japonaise : Gen Satō
Camarade de classe de Kyōtarō dans le club de baseball. Il est amoureux d'Honoka, qui lui retourne ses sentiments lors du voyage à Kyoto.
Chikara Ōta (太田 力, Ōta Chikara)
Voix japonaise : Jun Fukushima
Camarade de classe de Kyōtarō, qui est en surpoids. Il fait partie du trio pervers avec Kenta et Shō.
Honoka Hara (原 穂乃香, Hara Honoka)
Voix japonaise : Aki Toyosaki, voix française : Cécile Florin
Camarade de classe d'Anna et de Kyōtarō. Une fille joufflu qui s'intéresse à Kenta et finit par sortir avec lui. Elle est la première personne à découvrir la relation romantique d'Anna et Kyōtarō.
Kana Ichikawa (市川 香菜, Ichikawa Kana)
Voix japonaise : Yukari Tamura
Sœur aînée de Kyōtarō, étudiante à l'université de Waseda et musicienne. Elle approuve la relation de son frère et est très proche d'Anna. Elle se montre également sensible lorsqu'il s'agit de sa propre histoire d'amour, qui n'existe pas.
Haruya Nanjō (南条 ハルヤ, Nanjō Haruya)
Voix japonaise : Nobunaga Shimazaki, voix française : Pierre Le Bec
Un élève avancé d'un an au-dessus des personnages principaux. Il est surnommé "Nanpai" (Senpai Pick-Up Artist) par Kyōtarō en raison de sa persistance à approcher Anna. Lors de la remise de son diplôme, il a révélé qu'il était sérieusement amoureux d'Anna.
Rin Kanaoya (金生谷 倫, Kanaoya Rin)
Amie de Serina depuis la primaire. En deuxième année, elle a accidentellement frappé Anna avec un ballon de basket, ce qui a mis Serina en colère. Elle est la camarade de classe d'Anna et de Kyōtarō en troisième année.
M. Maeda (前田先生, Maeda-sensei)
Professeur principal de la classe 2-3 et d'éducation physique.
Mamiya (間宮, Mamiya)
Ami de l'enfance et camarade de classe d'Haruya, qui s'intéresse à lui.
Mère de Yamada (山田母, Yamada Haha)
Voix japonaise : Yūko Minaguchi, voix française : Cécile Florin
Mère stricte d'apparence en public, c'est une femme gentille qui adore sa fille. Elle approuve la relation d'Anna pour Kyōtarō et accompagne sa fille dans sa carrière.
Yuki Yamada (山やま田だ, Yamada Yuki)
Voix japonaise : , voix française : Sébastien Hébrant
Père d'Anna. C'est un homme grand et calme qui travaille comme cuisinier français. Il joue aux jeux vidéo quand il n'est pas au travail.
Mère d'Ichikawa (市川母, Ichikawa Haha)
Voix japonaise : Chinami Nishimura
Yurine Hanzawa (半沢 ユリネ, Hanzawa Yurine)
Camarade de classe d'Anna et de Kyōtarō en dernière année. C'est une grande et belle fille aux cheveux blonds. Ses camarades de classe la voient comme une beauté cool, mais en vérité, elle a aussi un côté mignon et maladroit, tout comme Anna. Elle est très amie avec Kanna.
Kanna Andō (安堂 カンナ, Andō Kanna)
Camarade de classe d'Anna et de Kyōtarō en dernière année. Elle porte toujours un masque noir et des couettes. Elle s'intéresse beaucoup à la vie amoureuse des autres, au point d'organiser un flash mob pour célébrer un nouveau couple, malgré leur embarras.
Nico Kouda (香田 ニコ, Kōda Nico)
Collègue mannequin d'Anna, âgée de 19 ans, qui est aussi son harceleur. Elle déplore toujours la distance qui la sépare d'Anna et s'efforce donc d'obtenir davantage d'informations auprès de ses amies , à la consternation de Kyōtarō. Elle possède une maison d'été à Kamakura dans la préfecture de Kanagawa afin de réduire ses impôts.
Mme Moriya (守屋先生, Moriya-sensei)
Professeur principal de la classe 3-1 et d'éducation physique. Kyōtarō la voit comme une professeure d'éducation physique typique et ennuyeuse, avec un côté trop compétitif.

## Média

### Manga
Le manga est écrit et illustré par Norio Sakurai. Il est prépublié dans le magazine Weekly Shōnen Champion, édité par Akita Shoten, à partir du 8 mars 2018. Le 10 avril 2018, la série est transférée sur le site web de manga Champion Cross. Le 10 juillet 2018, la série est transférée sur le nouveau site web Manga Cross, issue de la fusion par Akita Shoten de Champion Cross et de Manga Cross. Depuis le 6 juin 2025, douze volumes ont été publiés au Japon. Les chapitres sont individuellement nommés karte suivi du numéro du chapitre.
En décembre 2020, Seven Seas Entertainment a annoncé l'obtention de la licence du manga pour la version anglaise. Le manga est également licencié par Tong Li Publishing pour la version chinoise. En France, le manga est édité par Kana qui a sorti les deux premiers tomes en septembre 2023.
Un spin-off sous la forme d'un manga scénarisé et illustré parHaika Nanasaka nommé The Dangers in My Heart: Love Comedy est publiée également dans le magazine en ligne Champion Cross depuis le 22 juillet 2025.

#### Liste des volumes
| no | Japonais         | Japonais                                                                 | Français          | Français          |
| no | Date de sortie   | ISBN                                                                     | Date de sortie    | ISBN              |
| --- | ---------------- | ------------------------------------------------------------------------ | ----------------- | ----------------- |
| 1 | 7 décembre 2018  | 978-4-25-322615-8                                                        | 22 septembre 2023 | 978-2-50-511931-9 |
| Liste des chapitres : - Dossier 1 : "J'ai été dépouillé" (僕は奪われた, Boku wa Ubawareta) - Dossier 2 : "J'ai explosé" (僕は憤怒した, Boku wa Funnu Shita) - Dossier 3 : "J'ai servi d'entremetteur" (僕はお膳立てした, Boku wa Ozendate Shita) - Dossier 4 : "J'ai servi de messager" (僕は渡した, Boku wa Watashita) - Dossier 5 : "J'ai tout vu" (僕は遭遇した, Boku wa Sōgū Shita) - Dossier 6 : "J'ai dit non" (僕は嫌だ, Boku wa Iya Da) - Dossier 7 : "J'ai pétri, pétri, pétri" (僕は練りに練った, Boku wa Neri ni Netta) - Dossier 8 : "Je suis rentré en ébullition" (僕は沸騰した, Boku wa Futtō Shita) - Dossier 9 : "Je l'ai caché" (僕は匿った, Boku wa Kakumatta) - Dossier 10 : "Je suis mort" (僕は死んだ, Boku wa Shinda) - Dossier 11 : "J'ai percé la défense" (僕は突破した, Boku wa Toppa Shita) - Dossier 12 : "J'ai du mal à dormir" (僕は眠れない, Boku wa Nemurenai) - Dossier 13 : "J'ai bien avancé" (僕は捗った, Boku wa Hakadotta) - Dossier 14 : "Je n'ai rien pu faire" (僕は何もできない, Boku wa Nanimo Dekinai) - Dossier 15 : "J'ai eu envie de la serrer dans mes bras" (僕は抱きしめたい, Boku wa Dakishimetai) - Bonus "Un bassin d'écart" (水辺の距離, Mizube no Kyori) |                  |                                                                          |                   |                   |
| 2 | 6 septembre 2019 | 978-4-25-322616-5                                                        | 22 septembre 2023 | 978-2-50-511932-6 |
| Liste des chapitres : - Dossier 16 : "J'ai une maladie du coeur" (僕は心の病, Boku wa Kokoro no Yamai) - Dossier 17 : "J'ai cédé ma place" (僕は譲った, Boku wa Yuzutta) - Dossier 18 : "J'ai participé de mon plein gré" (僕は奮って参加した, Boku wa Furutte Sanka Shita) - Dossier 19 : "J'ai encore rencontré Yamada" (僕は再び遭遇した, Boku wa Futatabi Sōgū Shita) - Dossier 20 : "J'ai été désigné avocat" (僕は弁護した, Boku wa Bengo Shita) - Dossier 21 : "J'ai laissé les choses suivre leur cours" (僕はそっとしておいた, Boku wa Sotto Shite Oita) - Dossier 22 : "J'ai été trempé jusqu'aux os" (僕はずぶ濡れた, Boku wa Zubu Nureta) - Dossier 23 : "J'ai écouté des histoires de coeur" (僕は恋バナを聞いた, Boku wa Koibana o Kiita) - Dossier 24 : "Je n'ai pas été choisi" (僕は選ばれない, Boku wa Erabarenai) - Dossier 25 : "J'ai essayé d'avoir l'air cool" (僕は平静を装った, Boku wa Heisei o Yosōtta) - Dossier 26 : "J'ai compartimenté" (僕は封じた, Boku wa Fūjita) - Dossier 27 : "J'ai été séparé du reste du groupe" (僕らははぐれた, Bokura wa Hagureta) - Dossier 28 : "J'ai pris plaisir à aller à l'école" (僕は学校が楽しい, Boku wa Gakkō ga Tanoshii) - Dossier 29 : "J'ai découvert ma limite à l'amour" (僕の「好き」の境目, Boku wa "Suki" no Sakaime) - Dossier 30 : "J'ai fondu" (僕は溶かした, Boku wa Tokashita) - Bonus 1 : "Menthe-chocolat" (チョコとミント, Choko to Minto) - Bonus 2 : "Tendre à coeur" (染みこむ気持ち, Shimikomu Kimochi) |                  |                                                                          |                   |                   |
| 3 | 8 juin 2020      | 978-4-25-322617-2 (édition standard) 978-4-253-22618-9 (édition limitée) | 10 novembre 2023  | 978-2-50-511933-3 |
| Liste des chapitres : - Dossier 31 : "J'utilise LINE" (僕はLINEをやっている, Boku wa Rain o Yatteiru) - Dossier 32 : "Je n'arrive pas à la distancer" (僕は距離をとれない, Boku wa Kyori o Torenai) - Dossier 33 : "Nous avons échangé nos survêtements" (僕は入れ替わってる, Boku wa Irekawatteru) - Dossier 34 : "J'ai regardé" (僕は視聴した, Boku wa Shichō Shita) - Dossier 35 : "J'ai donné un cours" (僕は勉強を教える, Boku wa Benkyō o Oshieru) - Dossier 36 : "Je ne ressemble pas à ma mère" (僕は母親と似ていない, Boku wa Hahaoya to Niteinai) - Dossier 37 : "J'ai tenté un contact" (僕は接触を試みた, Boku wa Sesshoku o Kokoromita) - Dossier 38 : "J'ai été trempé jusqu'aux os" (僕はホントにずぶ濡れた, Boku wa Honto ni Zubu Nureta) - Dossier 39 : "J'ai rêvé" (僕は夢を見た, Boku wa Yume o Mita) - Dossier 40 : "J'ai servi de partenaire de répétition" (僕は練習台になった, Boku wa Renshūdai ni Natta) - Dossier 41 : "Je ne vois rien" (僕は見えない, Boku wa Mienai) - Dossier 42 : "J'ai été utilisé" (僕は利用された, Boku wa Riyō Sareta) - Dossier 43 : "Je déteste Yamada" (僕は山田が嫌い, Boku wa Yamada ga Kirai) - Dossier 44 : "Nous utilisons LINE" (僕らはLINEをやっている, Bokura wa Rain o Yatteiru) - Bonus 1 : "L'adepte des ténèbres" (闇の能力者, Yami no Nōryokusha) - Bonus 2 : "J'ai eu de l'aide pour me mesurer" (身長測ってもらった, Shinchō Hakattemoratta) - Bonus 3 : "Bavarois à la fraise" (イチゴとババロア, Ichigo to Babaroa)       |                  |                                                                          |                   |                   |
| 4 | 8 février 2021   | 978-4-25-322619-6 (édition standard) 978-4-253-22620-2 (édition limitée) | 12 janvier 2024   | 978-2-505-11934-0 |
| Liste des chapitres : - Dossier 45 : "Je suis allé au rendez-vous" (僕は待ち合わせをした, Boku wa Machiawase o Shita) - Dossier 46 : "J'ai accompagné" (僕は連行された, Boku wa Renkō Sareta) - Dossier 47 : "J'ai du mal à dire 'Mignon'" (僕は可愛いが言えない, Boku wa Kawaii ga Ienai) - Dossier 48 : "Nous avons marché lentement" (僕らはゆっくり歩いた, Bokura wa Yukkuri Aruita) - Dossier 49 : "J'ai du mal à rester serein" (僕はモヤモヤする, Boku wa Moyamoya Suru) - Dossier 50 : "Je suis exalté" (僕は高揚している, Boku wa Kōyō Shiteiru) - Dossier 51 : "Ça va être compliqué pour moi" (僕には難しい, Boku wa Muzukashii) - Dossier 52 : "On se ressemble un peu" (僕らは少し似ている, Bokura wa Sukoshi Niteiru) - Dossier 53 : "J'ai eu envie d'entendre sa voix" (僕は声が聞きたい, Boku wa Koe ga Kikitai) - Dossier 54 : "J'ai prié au temple" (僕は参拝した, Boku wa Sanbai Shita) - Dossier 55 : "J'ai été contemplé" (僕は開示された, Boku wa Kaiji Sareta) - Dossier 56 : "J'ai subi une inspection" (僕は探られた, Boku wa Sagurareta) - Dossier 57 : "J'ai envie qu'elle me comprenne" (僕は僕を知ってほしい, Boku wa Boku o Shittehoshii) - Bonus : "Mes histoires du passé" (僕の今昔物語, Boku no Konjaku Monogatari) |                  |                                                                          |                   |                   |
| 5 | 8 juillet 2021   | 978-4-25-322667-7 (édition standard) 978-4-253-22666-0 (édition limitée) | 15 mars 2024      | 978-2-505-11935-7 |
| Liste des chapitres : - Dossier 58 : "J'aimerai me reposer sur elle" (僕は頼りたい, Boku wa Tayoritai) - Dossier 59 : "J'ai vendu la mèche" (僕はバラしてしまった, Boku wa Barashiteshimatta) - Dossier 60 : "Je suis content, moi" (僕は楽しいのに, Boku wa Tanoshii noni) - Dossier 61 : "Nous avons cherché" (僕らは探している, Bokura wa Sagashiteiru) - Dossier 62 : "J'ai pris un bain" (僕はお風呂をいただいた, Boku wa Ofuro o Itadaita) - Dossier 63 : "J'ai compris" (僕は受け止めた, Boku wa Uketometa) - Dossier 64 : "Nous ne sommes pas des adultes" (僕らは大人じゃない, Bokura wa Otona Janai) - Dossier 65 : "Je commence à changer" (僕は大人のなりかけ, Boku wa Otona no Narinake) - Dossier 66 : "J'ai été projeté" (僕は投げられた, Boku wa Nagerareta) - Dossier 67 : "J'ai du mal à la regarder" (僕は直視できない, Boku wa Chokushi Dekinai) - Dossier 68 : "J'ai été invité" (僕は誘われた, Boku wa Sasowareta) - Dossier 69 : "J'ai envie d'y croire" (僕は信じてみたい, Boku wa Shinjitemitai) - Dossier 70 : "J'ai goûté" (僕は試食した, Boku wa Shishoku Shita) - Dossier 71 : "Yamada et moi" (僕は山田と, Boku wa Yamada to) - Bonus : "Le survêtement" (ジャージの行方, Jāji no Yukue) |                  |                                                                          |                   |                   |
| 6 | 7 janvier 2022   | 978-4-25-322669-1 (édition standard) 978-4-253-22668-4 (édition limitée) | 3 mai 2024        | 978-2-505-11936-4 |
| Liste des chapitres : - Dossier 72 : "J'ai reçu des chocolats" (僕はチョコをもらった, Boku wa Chokko o Moratta) - Dossier 73 : "J'ai donné des chocolats" (僕はチョコをあげた, Boku wa Chokko o Ageta) - Dossier 74 : "Yamada est...? (山田は僕を, Yamada wa Boku o) - Dossier 75 : "Choix de vie" (僕はどう生きるか, Boku wa Dō Ikiru ka) - Dossier 76 : "Je l'ai invité après les cours" (僕は放課後誘った, Boku wa Hōkago Sasotta) - Dossier 77 : "J'ai effectué une visite surprise" (僕は突撃訪問した, Boku wa Totsugeki Hōmon Shita) - Dossier 78 : "J'ai envie de mieux la connaître" (僕は知りたい, Boku wa Shiritai) - Dossier 79 : "J'ai étudié" (僕は学びモード, Boku wa Manabi Mōdo) - Dossier 80 : "J'ai joué à l'adulte" (僕はおままごと, Boku wa Omamagoto) - Dossier 81 : "Je suis resté" (僕はお邪魔した, Boku wa Ojama Shita) - Dossier 82 : "Je m'entraîne" (僕はリハーサル中, Boku wa Rihāsaru-chū) - Dossier 83 : "Je suis prêt" (僕は準備万端, Boku wa Junbibantan) - Dossier 84 : "Ca va bien se passer" (僕は大丈夫, Boku wa Daijōbu) - Dossier 85 : "Yamada est amoureuse de moi" (山田は僕が好き, Yamada wa Boku ga Suki) |                  |                                                                          |                   |                   |
| 7 | 8 août 2022      | 978-4-253-22684-4 (édition standard) 978-4-253-22670-7 (édition limitée) | 12 juillet 2024   | 978-2-505-12534-1 |
| Liste des chapitres : - Dossier 86 : "Je ne suis pas net" (僕はキモい, Boku wa Kimoi) - Dossier 87 : "J'ai participé à un double rencard" (僕はダブルデートする, Boku wa Daburudēto Suru) - Dossier 88 : "Mais qu'est ce que je raconte ?" (僕は何を言っているのか, Boku wa Nani wo Itteiru no ka) - Dossier 89 : "Je déborde" (僕は溢れ出る, Boku wa Afurederu) - Dossier 90 : "Je suis dans une situation impossible" (僕はややこしい, Boku wa Yayakoshii) - Dossier 91 : "Nous avons marqué un panier" (僕らはゴールした, Bokura wa Gōru Shita) - Dossier 92 : "Je suis né" (僕は生まれた, Boku wa Umareta) - Dossier 93 : "Je suis le héros de la fête" (僕は本日の主役, Boku wa Honjitsu no Shuyaku) - Dossier 94 : "Nous nous sommes couchés tard" (僕らは夜更かしした, Bokura wa Yofukashi Shita) - Dossier 95 : "Nous avons fait amende honorable" (僕らは反省した, Bokura wa Hansei Shita) - Dossier 96 : "Je me sens impuissant" (僕は後ろめたい, Boku wa Ushirometai) - Dossier 97 : "Je suis juste inquiet" (僕はただ心配, Boku wa Tada Shinpai) - Dossier 98 : "Nous avons tiré les choses au clair" (僕らは表明した, Bokura wa Hyōmei Shita) - Dossier 99 : "Nous nous sommes compris" (僕らは約束した, Bokura wa Yakusoku Shita) - Bonus : "Une soirée de tourments" (前夜の懊悩, Zenya no Ōnō) |                  |                                                                          |                   |                   |
| 8 | 8 mars 2023      | 978-4-253-22685-1 (édition standard) 978-4-253-22967-8 (édition limitée) | 13 septembre 2024 | 978-2-505-12535-8 |
| Liste des chapitres : - Dossier 100 : "Ce petit monde que j'aime" (僕の愛しき狭い世界, Boku no Itoshiki Semai Sekai) - Dossier 101 : "Je veux me rapprocher de Yamada" (僕は山田に近づきたい, Boku wa Yamada ni Chikazukitai) - Dossier 102 : "Je ne suis pas un proche" (僕は他人, Boku wa Tanin) - Dossier 103 : "Je me suis souvenu" (僕は回想した, Boku wa Kaisō Shita) - Dossier 104 : "Je ne suis plus amoureux d'elle que lui" (僕の方が好きだ, Boku no Hō ga Suki da) - Dossier 105 : "Je ne veux pas perdre" (僕は負けたくない, Boku wa Maketakunai) - Dossier 106 : "Nous avons tous les deux perdu" (僕らは負けている, Bokura wa Maketeiru) - Dossier 107 : "Je me réjouis d'avance" (僕は楽しみ, Boku wa Tanoshimi) - Dossier 108 : "Je me suis rendu compte de rien" (僕は気が付かない, Boku wa Ki ga Tsukanai) - Dossier 109 : "Je me suis rendu compte" (僕は気が付いた, Boku wa Ki ga Tsuita) - Dossier 110 : "Je veux lui dire" (僕は伝えたい, Boku wa Tsutaetai) - Dossier 111 : "Mon coeur d'amoureux" (僕の恋心, Boku no Koigokoro) - Dossier 112 : "Moi aussi, je veux lui dire" (私は伝えたい, Watashi wa Tsutaetai) - Dossier 113 : "Mon coeur d'amoureuse" (私の恋心, Watashi no Koigokoro) - Bonus 1 : "La fois où Adashi est venu en renfort" (足立くんが補足してくれる回, Adachi-kun ga Hosoku Shite Kureru Kai) - Bonus 2 : "La fois où j'ai voulu montrer mon trésor au monde entier" (宝物を世界に見せびらかす回, Takaramono o Sekai ni Misebirakasu Kai)          |                  |                                                                          |                   |                   |
| 9 | 8 novembre 2023  | 978-4-253-22969-2 (édition standard) 978-4-253-22968-5 (édition limitée) | 13 décembre 2024  | 978-2-505-12536-5 |
| Liste des chapitres : - Dossier 114 : "Nous sortons ensemble" (僕らは付き合っている, Bokura wa Tsukiatte iru) - Dossier 115 : "J'ai envie de me confier" (僕は打ち明けたい, Boku wa Uchiaketai) - Dossier 116 : "Je fais les choses correctement" (僕は許しを乞う, Boku wa Yurushi o Kou) - Dossier 117 : "Moi aussi, je veux aller de l'avant" (僕も前に進みたい, Boku mo Mae ni Susumitai) - Dossier 118 : "J'avais dressé un mur" (僕は壁を作っていた, Boku wa Kabe o Tsukutte ita) - Dossier 119 : "Nous sommes allés à un concert" (僕らはライブに行った, Bokura wa Raibu ni itta) - Dossier 120 : "Nous sommes saouls" (僕らは酔っている, Bokura wa Yotte iru) - Dossier 121 : "Je manque de prise de conscience" (僕は自覚が足りない, Boku wa Jikaku ga Tarinai) - Dossier 122 : "Je manque de préparation" (僕は覚悟が足りない, Boku wa Kakugo ga Tarinai) - Dossier 123 : "J'aimerais bien savoir" (僕は聞きたい, Boku wa Kikitai) - Dossier 124 : "Je suis en train d'étudier" (僕は勉強中, Boku wa Benkyō-chū) - Dossier 125 : "Nous éduquons des enfants" (僕らは育児する, Bokura wa Ikuji Suru) - Dossier 126 : "Je fais partager mes faiblesses" (僕は弱音を吐く, Boku wa Yowane wo Haku) - Dossier 127 : "Je m'accroche" (僕らは続く, Bokura wa Tsudzuku) - Dossier 128 : "Je suis foutu" (僕はもうおしまい, Boku wa mō Oshimai) |                  |                                                                          |                   |                   |
| 10 | 8 avril 2024     | 978-4-253-28476-9 (édition standard) 978-4-253-22970-8 (édition limitée) | 11 avril 2025     | 978-2-505-13425-1 |
| Liste des chapitres : - Dossier 129 : "Je suis venu au camp d'étude" (僕は合宿に来た, Boku wa Gasshuku ni Kita) - Dossier 130 : "Je suis venu à la mer" (僕は海に来た, Boku wa Umi ni Kita) - Dossier 131 : "Je ne l'ai pas apporté avac moi" (僕は持ってきてない, Boku wa Mottekitenai) - Dossier 132 : "Nous discutons, la nuit avance" (僕らの夜は更けていく, Bokura no Yoru wa Fuketeiku) - Dossier 133 : "Je suis pris en sandwich" (僕は板挟み, Boku wa Itabasami) - Dossier 134 : "Moi aussi, elle m'énerve" (僕もムカつく, Boku mo Mukatsuku) - Dossier 135 : "Je me suis concentré" (僕は集中した, Boku wa Shūchū Shita) - Dossier 136 : "Je me suis souvenu de quelque chose d'important" (僕は大切なことを思い出した, Boku wa Taisetsu na Koto o Omoidashita) - Dossier 137 : "Nous sommes libres" (僕らは自由だ, Bokura wa Jiyū da) - Dossier 138 : "Je suis à la dérive" (僕は漂流する, Boku wa Hyōryū Suru) - Dossier 139 : "Nous errons" (僕らは彷徨う, Bokura wa Samayou) - Dossier 140 : "Nous ne sommes pas des gens bien" (僕らはよくない人間たち, Bokura wa Yokunai Ningen-tachi) |                  |                                                                          |                   |                   |
| 11 | 8 novembre 2024  | 978-4-253-28477-6 (édition standard) 978-4-253-28478-3 (édition limitée) | 29 août 2025      | 978-2-505-13426-8 |
| Liste des chapitres : - Karte 141 : 僕は間に入る (Boku wa Aida ni Hairu) - Karte 142 : 僕は雑念だらけ (Boku wa Zatsunen-darake) - Karte 143 : 僕は油断している (Boku wa Yudan Shiteiru) - Karte 144 : 僕らはウソをついた (Bokura wa Uso o Tsuita) - Karte 145 : 僕はフラれた男 (Boku wa Furareta Otoko) - Karte 146 : 僕は祭りどころじゃない (Boku wa Matsuri Dokoro Janai) - Karte 147 : 僕らはバレていた (Bokura wa Barete ita) - Karte 148 : 僕らは花火を知る (Bokura wa Hanabi o Shiru) - Karte 149 : 僕は真面目に語りたい (Boku wa Majime ni Kataritai) - Karte 150 : 僕は文化祭へ行く (Boku wa Bunkamatsuri e iku) - Karte 151 : 僕は諦めなかった (Boku wa Akiramenakatta) - Karte 152 : 僕は監督になった (Boku wa Kantoku ni Natta) - Karte 153 : 僕らは創り上げた (Bokura wa Tsukuri Ageta) - Karte 154 : 僕はどこにいても君を見つける (Boku wa Dokoni ite mo Kimi o Mitsukeru) |                  |                                                                          |                   |                   |
| 12 | 6 juin 2025      | 978-4-253-28480-6 (édition standard) 978-4-253-28479-0 (édition limitée) | 5 décembre 2025   | 978-2-505-13427-5 |
| Liste des chapitres : - Karte 155 : 私は物分かりのいい (Watashi wa Mono Wakari no ii) - Karte 156 : 私は本音を言う (Watashi wa Hon'ne o iu) - Karte 157 : 私はなにをしているのか (Watashi wa Nani o Shite Iru no ka) - Karte 158 : 僕は朝帰りした (Boku wa Asagaeri Shita) - Karte 159 : 私は寂しい (Watashi wa Sabishī) - Karte 160 : 私は背中を押された (Watashi wa Senaka o Osa Reta) - Karte 161 : 私たちは眠れない (Watashitachi wa Nemurenai) - Karte 162 : 僕は語ってしまう (Boku wa Katatte Shimau) - Karte 163 : 僕は道を見つけたい (Boku wa Michi o Mitsuketai) - Karte 164 : 僕は動き出す (Boku wa Ugokidasu) - Karte 165 : 僕は丸く収めたい (Boku wa Maruku Osametai) - Karte 166 : 私はなにもいらない (Watashi wa Nani mo Iranai) - Karte 167 : 僕らはなにも言えぬ (Bokura wa Nani mo Ienu) - Karte 168 : 私はどこにいても君をみつける (Watashi wa Dokoni Ite mo Kimi o Mitsukeru) |                  |                                                                          |                   |                   |

### Anime
Une adaptation en une série télévisée d'animation a été annoncée en août 2022.
La série est produite par Shin-Ei Animation et réalisée par Hiroaki Akagi, écrite par Jukki Hanada; les character designers sont fournis par Masato Katsumata avec une musique composée par Kensuke Ushio. 
Elle est diffusée du 2 avril au 18 juin 2023 sur la chaîne NUMAnimation (ja) de TV Asahi.
Yorushika interprète l'opening de la série intitulé Shayō (斜陽, litt. « Soleil couchant »),  tandis que Kohana Lam interprète son ending intitulé Sū Sentimental (数センチメンタル, litt. « Peu sentimental »).
Lors de la convention Anime NYC 2022, Sentai Filmworks a annoncé avoir obtenu une licence pour la diffusion de la série et à travers sa plateforme Hidive.
Une deuxième saison a été annoncée après la diffusion du douzième épisode. La saison est diffusée du 7 janvier au 31 mars 2024, toujours sur NUMAnimation (ja),. La série est diffusée sur la plateforme Animation Digital Network pour les pays francophones.
Atarayo interprète l'opening de la saison 2 intitulé Boku wa... (僕は..., litt. « Je suis... »),  tandis que Kohana Lam interprète son ending intitulé Koi Shiteru Jibun Sura Aiserunda (恋してる自分すら愛せるんだ, litt. « Je peux même m'aimer quand je suis amoureux »).

#### Liste des épisodes

##### Première saison
| No | Titre français               | Titre japonais       | Titre japonais               | Date de 1re diffusion |
| No | Titre français               | Kanji                | Rōmaji                       | Date de 1re diffusion |
| -- | ---------------------------- | -------------------- | ---------------------------- | --------------------- |
| 1  | Au voleur !                  | 僕は奪われた         | Boku wa Ubawareta            | 2 avril 2023          |
| 2  | Je suis mort                 | 僕は死んだ           | Boku wa Shinda               | 9 avril 2023          |
| 3  | Je veux t'enlacer            | 僕は抱きしめたい     | Boku wa Dakishimetai         | 16 avril 2023         |
| 4  | Mon cœur est malade          | 僕は心の病           | Boku wa Kokoro no Yamai      | 23 avril 2023         |
| 5  | Séparés                      | 僕らははぐれた       | Bokura wa Hagureta           | 30 avril 2023         |
| 6  | Je l'ai fait fondre          | 僕は溶かした         | Boku wa Tokashita            | 7 mai 2023            |
| 7  | Les tables tournent          | 僕らは入れ替わってる | Bokura wa Irekawatteru       | 14 mai 2023           |
| 8  | J'ai fait un rêve            | 僕は夢を見た         | Boku wa Yume o Mita          | 21 mai 2023           |
| 9  | Je déteste Yamada            | 僕は山田が嫌い       | Boku wa Yamada ga Kirai      | 28 mai 2023           |
| 10 | Nous avons marché doucement  | 僕らはゆっくり歩いた | Bokura wa Yukkuri Aruita     | 4 juin 2023           |
| 11 | On se ressemble un peu       | 僕らは少し似ている   | Bokura wa Sukoshi Niteiru    | 11 juin 2023          |
| 12 | Je veux que tu me connaisses | 僕は僕を知ってほしい | Boku wa Boku o Shitte Hoshii | 18 juin 2023          |

##### Deuxième saison
| No      | Titre français                     | Titre japonais       | Titre japonais                | Date de 1re diffusion |
| No      | Titre français                     | Kanji                | Rōmaji                        | Date de 1re diffusion |
| ------- | ---------------------------------- | -------------------- | ----------------------------- | --------------------- |
| 1 (13)  | Nous cherchons                     | 僕らは探している     | Bokura wa sagashite iru       | 7 janvier 2024        |
| 2 (14)  | Je suis en train de devenir adulte | 僕は大人のなりかけ   | Boku wa otona no nari kake    | 14 janvier 2024       |
| 3 (15)  | Avec Yamada, je veux…              | 僕は山田と           | Boku wa Yamada to             | 21 janvier 2024       |
| 4 (16)  | Yamada me                          | 山田は僕を           | Yamada wa boku o              | 28 janvier 2024       |
| 5 (17)  | Je veux savoir                     | 僕は知りたい         | Boku wa shiritai              | 4 février 2024        |
| 6 (18)  | Yamada m'aime                      | 山田は僕が好き       | Yamada wa boku ga suki        | 11 février 2024       |
| 7 (19)  | Nous débordons                     | 僕らは溢れ出る       | Bokura wa afure deru          | 18 février 2024       |
| 8 (20)  | Nous avons veillé tard             | 僕らは夜更かしした   | Bokura wa yofukashi shita     | 25 février 2024       |
| 9 (21)  | Nous avons fait une promesse       | 僕らは約束した       | Bokura wa yakusoku shita      | 3 mars 2024           |
| 10 (22) | Je veux me rapprocher de Yamada    | 僕は山田に近づきたい | Boku wa Yamada ni chikazukita | 10 mars 2024          |
| 11 (23) | Je ne veux pas perdre              | 僕は負けたくない     | Boku wa maketakunai           | 17 mars 2024          |
| 12 (24) | Je veux lui dire                   | 僕は伝えたい         | Boku wa tsutaetai             | 24 mars 2024          |
| 13 (25) | Mon cœur amoureux et moi           | 僕と私の恋心         | Boku to watashi no koigokoro  | 31 mars 2024          |

#### ONA
| No  | Titre français | Titre japonais | Titre japonais | Date de 1re diffusion |
| No  | Titre français | Kanji          | Rōmaji         | Date de 1re diffusion |
| --- | -------------- | -------------- | -------------- | --------------------- |
| ONA | Tsuiyaba !     | ツイヤバ       | Twi-Yaba       | 10 décembre 2023      |

## Accueil
En 2019, la série s'est classée quatrième des Next Manga Awards dans la catégorie web manga. Elle se classe première l'année suivante.
Elle est classée troisième dans le magazine Kono Manga ga Sugoi 2020!.
Elle est classée quatrième lors de la quatrième édition des Tsutaya Comic Awards en 2020.
La série est la 13e sur une liste de mangas recommandés des libraires japonaises selon le sondage du Zenkoku Shotenin ga Eranda Osusume Comic 2017 (全国書店員が選んだおすすめコミック2017, litt. « Bandes dessinées recommandées par les librairies nationales de 2017 »), mené par la libraire en ligne Honya Club et publié en février 2017.
La série a été nommée pour le Grand prix du manga 2020.
Lors d'un sondage réalisé en 2020, la série est classée quatrième sur le choix de manga que les sondés souhaitaient voir adapté en anime. Elle se classe première l'année suivante.
En juin 2023, TV Asahi a annoncé, lors de ses résultats fiscaux de fin d'année, que l'adaptation animée avait enregistré les ventes mondiales les plus élevées pour un programme d'anime sur sa chaine NUMAnimation.

### Annotations
1. 1 2 3  Les titres français de l'adaptation en anime proviennent de Animation Digital Network.

## Œuvres
Édition japonaise
1. 1 2  (ja) « 僕の心のヤバイやつ 第1巻 », sur Akita Shoten (consulté le 3 janvier 2024).
2. 1 2  (ja) « 僕の心のヤバイやつ 第2巻 », sur Akita Shoten (consulté le 3 janvier 2024).
3. 1 2  (ja) « 僕の心のヤバイやつ 第3巻 », sur Akita Shoten (consulté le 3 janvier 2024).
4. ↑  (ja) « 僕の心のヤバイやつ 特装版 第3巻 », sur Akita Shoten (consulté le 3 janvier 2024).
5. 1 2  (ja) « 僕の心のヤバイやつ 第4巻 », sur Akita Shoten (consulté le 3 janvier 2024).
6. ↑  (ja) « 僕の心のヤバイやつ 特装版 第4巻 », sur Akita Shoten (consulté le 3 janvier 2024).
7. 1 2  (ja) « 僕の心のヤバイやつ 第5巻 », sur Akita Shoten (consulté le 3 janvier 2024).
8. ↑  (ja) « 僕の心のヤバイやつ 特装版 第5巻 », sur Akita Shoten (consulté le 3 janvier 2024).
9. 1 2  (ja) « 僕の心のヤバイやつ 第6巻 », sur Akita Shoten (consulté le 3 janvier 2024).
10. ↑  (ja) « 僕の心のヤバイやつ 特装版 第6巻 », sur Akita Shoten (consulté le 3 janvier 2024).
11. 1 2  (ja) « 僕の心のヤバイやつ 第7巻 », sur Akita Shoten (consulté le 3 janvier 2024).
12. ↑  (ja) « 僕の心のヤバイやつ 特装版 第7巻 », sur Akita Shoten (consulté le 3 janvier 2024).
13. 1 2  (ja) « 僕の心のヤバイやつ 第8巻 », sur Akita Shoten (consulté le 3 janvier 2024).
14. ↑  (ja) « 僕の心のヤバイやつ 特装版 第8巻 », sur Akita Shoten (consulté le 3 janvier 2024).
15. 1 2  (ja) « 僕の心のヤバイやつ 第9巻 », sur Akita Shoten (consulté le 3 janvier 2024).
16. ↑  (ja) « 僕の心のヤバイやつ 特装版 第9巻 », sur Akita Shoten (consulté le 3 janvier 2024).
17. 1 2  (ja) « 僕の心のヤバイやつ 第10巻 », sur Akita Shoten (consulté le 28 février 2024).
18. ↑  (ja) « 僕の心のヤバイやつ 特装版 第10巻 », sur Akita Shoten (consulté le 28 février 2024).
19. 1 2  (ja) « 僕の心のヤバイやつ 第11巻 », sur Akita Shoten (consulté le 15 septembre 2024).
20. ↑  (ja) « 僕の心のヤバイやつ 特装版 第11巻 », sur Akita Shoten (consulté le 15 septembre 2024).
21. 1 2  (ja) « 僕の心のヤバイやつ 第12巻 », sur Akita Shoten (consulté le 2 avril 2025).
22. ↑  (ja) « 僕の心のヤバイやつ 第12巻 特装版 », sur Akita Shoten (consulté le 2 avril 2025).

Édition française
1. 1 2  « The Dangers in my heart Tome 1 », sur Kana (consulté le 3 janvier 2024).
2. 1 2  « The Dangers in my heart Tome 2 », sur Kana (consulté le 3 janvier 2024).
3. 1 2  « The Dangers in my heart Tome 3 », sur Kana (consulté le 3 janvier 2024).
4. 1 2  « The Dangers in my heart Tome 4 », sur Kana (consulté le 3 janvier 2024).
5. 1 2  « The Dangers in my heart Tome 5 », sur Kana (consulté le 3 janvier 2024).
6. 1 2  « The Dangers in my heart Tome 6 », sur Kana (consulté le 24 janvier 2024).
7. 1 2  « The Dangers in my heart Tome 7 », sur Kana (consulté le 24 janvier 2024).
8. 1 2  « The Dangers in my heart Tome 8 », sur Kana (consulté le 23 mars 2024).
9. 1 2  « The Dangers in my heart Tome 9 », sur Kana (consulté le 29 juillet 2024).
10. 1 2  « The Dangers in my heart Tome 10 », sur Kana (consulté le 6 octobre 2024).
11. 1 2  « The Dangers in my heart Tome 11 », sur Kana (consulté le 2 avril 2025).
12. 1 2  « The Dangers in my heart Tome 12 », sur Kana (consulté le 18 juin 2025).